# Schöne tote Mädchen
Schöne tote Mädchen (kroatisch Fine mrtve djevojke) ist ein kroatisches Filmdrama aus dem Jahr 2002 unter der Regie von Dalibor Matanić. Der Film wurde als einer der besten kroatischen Filme seit der Unabhängigkeit Kroatiens bezeichnet und erregte aufgrund seiner kontroversen und provokativen Themen viel Aufmerksamkeit.

## Handlung
Das lesbische Paar Iva und Marija mietet in Zagreb eine Wohnung in einem Gebäude, das anfangs eine ruhige und sichere Umgebung zu bieten scheint. Die ältere Vermieterin Olga und ihr Ehemann Blaz sind anfangs sehr freundlich, doch Olga ist recht neugierig und möchte alles unter Kontrolle haben. Ihr Sohn Daniel, der in Iva verliebt ist, betreibt ein Lebensmittelgeschäft. Alle aus dem Haus gehen dort einkaufen, darunter auch die Prostituierte Lidija. Zu den anderen Mietern gehören eine misshandelte Hausfrau, Herr Rukavina, ein Witwer, der die Leiche seiner kürzlich verstorbenen Frau aufbewahrt, im Dachgeschoss ein Gynäkologe, der in einer Wohnung des Hauses illegale Abtreibungen vornimmt, sowie der Ex-Soldat Herr Lasić, der nachts regelmäßig martialische Musik spielt und seine Frau ständig verprügelt, weil sie ihm nur zwei Töchter und keinen Sohn geboren hat. Daniel versucht immer wieder, Iva zu erobern, doch sie weist ihn jedes Mal zurück. Als Olga beobachtet, dass Iva zu Dr. Perić geht, vermutet sie sofort, dass Iva schwanger ist und sich abtreiben lassen will. Das bringt Daniel wiederum auf die Palme, denn er glaubt, dass Iva mit jedem schläft – nur nicht mit ihm. Kurz darauf werden Marija und Iva von Olga überrascht, als sich die beiden im Bett vergnügen. Nun ist Olga klar, warum Iva nichts von Daniel wissen will. Sie kündigt den beiden sofort. Als Iva Olgas Sohn Daniel als „impotenten, gehirnamputierten Idioten“ bezeichnet, ist es endgültig mit ihrer Freundlichkeit vorbei. Olga erzählt Daniel alles, woraufhin er den Entschluss fasst, Vergeltung zu üben. Er vergewaltigt Iva und bedroht Lidija, die alles mitangesehen hat. Anschließend bittet er seinen Vater Blaz, ihm ein Alibi zu geben. Doch niemand hat bemerkt, dass Ivek, der Taubstumme, ebenfalls alles beobachtet hat. Marija ist erschüttert, als sie nach Hause kommt und erfährt, was Daniel Iva getan hat. Sie beschließt, mit ihm zu reden. Aber alle im Haus sind gegen die beiden Frauen. Marija hat Angst und läuft um ihr Leben. Die Bewohner des Hauses stoßen sie die Treppe hinunter und dabei knallt sie mit dem Kopf gegen die Wand und ist sofort tot. Iva, die verstört im Zimmer zurückgeblieben war, findet Marija tot auf der Treppe. Olga und Blaz geben dem taubstummen Ivica die Schuld an dem Mord. Ivica wird jedoch aufgrund seiner Erkrankung schnell wieder aus der Haft entlassen.
Iva heiratet ihren Ex-Freund Dalibor und bekommt mit ihm einen Sohn. Olga glaubt, dass Ivas Sohn bei der Vergewaltigung von Daniel gezeugt wurde und entführt ihn. Sie versteckt ihn in der ehemaligen Wohnung von Marija und Iva. Die Polizei wird alarmiert, glaubt jedoch Olga, die im Rollstuhl auftaucht, dass sie mit der Entführung nichts zu tun hat. Als Blaz jedoch erfährt, dass seine Frau die Entführerin ist, erschlägt er sie und bringt das Kind zu Iva zurück.

## Besetzung und Synchronisation
Die deutsche Synchronisation des Films übernahm die Synchron 80 GmbH in München, nach einem Dialogbuch und Dialogregie von Ulrich Johannson.
| Rolle                           | Darsteller       | Sprecher              |
| ------------------------------- | ---------------- | --------------------- |
| Iva                             | Olga Pakalovic   | Melanie Manstein      |
| Marija 'Mare'                   | Nina Violic      | Alexandra Ludwig      |
| Daniel                          | Kresimir Mikic   | Tobias Lelle          |
| Olga                            | Inge Appelt      | Doris Gallart         |
| Blaž                            | Ivica Vidovic    | Michael Rüth          |
| Inspektor                       | Milan Strljic    | Michael Schwarzmaier  |
| Dalibor                         | Hrvoje Barisic   | Andreas Borcherding   |
| Dr. Perić                       | Boris Miholjevic | Michael Gahr          |
| Eisenbahnangestellter #1 (Jura) | Vlado Brkic      | Kai Taschner          |
| Eisenbahnangestellter #2        | Hrvoje Kovac     | Erhard Hartmann       |
| Frau Lasić                      | Marina Kostelac  | Eva Maria Bayerwaltes |
| Geschäftspartner aus Kenia      | Donald Williams  | Niko Macoulis         |
| Herr Lasić                      | Zdenko Sertic    | Thomas Albus          |
| Herr Rukavina                   | Mirko Boman      | Horst Raspe           |
| Lidija                          | Jadranka Đokić   | Kathrin Simon         |
| Marijas Vater                   | Ilija Zovko      | Dirk Galuba           |
| Muhamed                         | Muhamed Toplica  | Ulrich Johannson      |
| Polizist Lovro                  | Zvonimir Juric   | Kai Taschner          |
| Polizist Štef                   | Marko Svagusa    | Erhard Hartmann       |
| Schlosser                       | Marko Bertok     | Niko Macoulis         |
| Nachrichtensprecher             | Ivana Dragicevic | Andreas Wilde         |
| Skinhead                        |                  | Florian Halm          |
| Skinhead                        |                  | Philipp Brammer       |

## Veröffentlichung
Die Premiere des Films fand am 24. Juli 2002 auf dem Pula Film Festival statt, dort schauten ihn 4000 Leute. Nur 13.000 Zuschauer besuchten den Film bei seinem Kinostart. Der Film wurde durch Globus-Film in die Deutschen Kinos gebracht, der Deutsche Kinostart fand am 10. Juni 2004 statt. Vom 11. Januar 2013 bis zum 10. Juni 2016 gab es ein Theaterstück, das auf dem Film basierte.

## Auszeichnungen
Schöne tote Mädchen wurde 2003 von Kroatien für eine Oscar-Nominierung in der Kategorie Bester fremdsprachiger Film vorgeschlagen, wurde aber nicht Nominiert.
| Auszeichnung                                     | Jahr | Kategorie                         | Empfänger           | Resultat  |
| ------------------------------------------------ | ---- | --------------------------------- | ------------------- | --------- |
| Pula Film Festival                               | 2002 | Big Golden Arena                  | Gewonnen            | Gewonnen  |
| Pula Film Festival                               | 2002 | Best Actor in a Supporting Role   | Ivica Vidovic       | Gewonnen  |
| Pula Film Festival                               | 2002 | Best Actress in a Supporting Role | Olga Pakalovic      | Gewonnen  |
| Pula Film Festival                               | 2002 | Best Director                     | Dalibor Matanić     | Gewonnen  |
| Pula Film Festival                               | 2002 | Audience Award "Golden Gate Pula" | Schöne tote Mädchen | Gewonnen  |
| Geneva International Film Festival - Tous Écrans | 2003 | Young Jury Award                  | Dalibor Matanić     | Gewonnen  |
| Sochi International Film Festival                | 2003 | Golden Rose                       | Schöne tote Mädchen | Nominiert |
| Sochi International Film Festival                | 2003 | Special Jury Award                | Schöne tote Mädchen | Gewonnen  |